# اچ‌ام‌اس وستال (۱۷۷۹)

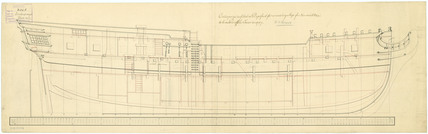
اچ‌ام‌اس وستال (۱۷۷۹)

اچ‌ام‌اس وستال (۱۷۷۹) (به انگلیسی: HMS Vestal (1779)) یک کشتی به طول ۱۲۰ فوت ۶ اینچ (۳۶٫۷۳ متر) بود. این کشتی در سال ۱۷۷۹ ساخته شد.